# Michèle Heurs
Michèle Heurs (* 1975) ist eine deutsche Physikerin und Hochschullehrerin. Sie  lehrt an der Leibniz Universität Hannover (LUH) und ist Leiterin der gemeinsamen Arbeitsgruppe Quantum Control mit dem Max-Planck-Institut für Gravitationsphysik in Hannover.

## Biografie
Michèle Heurs studierte Physik an der Universität Hannover und schloss mit einer Diplomarbeit zum Thema Long-term frequency stabilisation of a Nd:YAGlaser system for GEO600 am Institut für Atom- und Molekülphysik, Abteilung Spektroskopie, ab. Anschließend promovierte sie bis 2004  am Institut für Gravitationsphysik der Universität Hannover zum Thema Gravitational waves in a new light: novel stabilisation schemes for solid state lasers, über die Stabilisierung von Lasern für die Gravitationswellenforschung.
Als Postdoc arbeitete sie von 2005 bis 2007 als Wissenschaftlerin am Max-Planck-Institut für Gravitationsphysik in der Abteilung von Karsten Danzmann an der Physik von Hochleistungslasern. 2007 wechselte sie an die University of New South Wales in Australien, wo sie in der Forschungsgruppe von Elanor Huntington an der Australian Defence Force Academy über nicht-klassische Lichtquellen forschte. 2010 wurde sie auf eine Juniorprofessur berufen und kehrte an die Universität Hannover zurück. Sie forschte im Rahmen des Exzellenzcluster QUEST am Max-Planck-Institut für Gravitationsphysik über die physikalischen Grundlagen von Rauschquellen in Laserinterferometern. Dabei ging es darum, die Kontroll- und Regelsysteme detailliert zu erforschen und eine Prozesskontrolle zu entwickeln, welche die Empfindlichkeit der Gravitationswellendetektoren verbessert.
2016 wurde Heurs auf eine ordentliche Professur für Experimentalphysik und 2022 auf die Professur für Quantenkontrolle des Instituts für Gravitationsphysik der Universität Hannover berufen. Sie ist Leiterin der Arbeitsgruppe Quantum Control, einer Kooperation der Leibniz-Universität mit dem Max-Planck-Institut für Gravitationsphysik. Sie ist Dekanin (Ratsvorsitzende) der Quest-Leibniz-Forschungsschule, einer interdisziplinären Einrichtung der Universität Hannover mit dem Rang einer Fakultät, die 2009 aus dem Exzellenzcluster QUEST (Centre for Quantum Engineering and Space-Time Research) hervorging und seit 2022 Vorstandsmitglied der Leibniz Universitätsgesellschaft.

## Forschungsschwerpunkte
Heurs arbeitet im Bereich der Quantenoptik, Quanten-Optomechanik und Quantenmetrologie. Insbesondere beschäftigt sie sich mit den Mechanismen von nicht-klassischen Laserinterferometern, die zur Gravitationswellendetektion eingesetzt werden, aber auch in der Präzisionsmesstechnik und der Quanteninformatik eine Rolle spielen.
Die Laserinterferometer arbeiten dabei am Rande der Messgrenze, wo die Größe des Messsignal im Bereich des Rauschens liegt. Daher sind Steuerung, Stabilisierung und Steigerung der Sensitivität der Geräte wichtig. Wozu auch die zugrundeliegenden physikalischen Prozesse besser verstanden und ausgenutzt werden müssen. Dies ist Gegenstand der Arbeitsgruppe Quantum Control, in der Universität Hannover und Max-Planck-Institut für Gravitationsphysik eng zusammenarbeiten.
Bereits Heurs Diplomarbeit zum Gravitationswellendetektor GEO600 widmete sich der Frequenzstabilisierung des Feststofflasers des 2006 in Betrieb gegangenen Laserinterferometers. Seit 2010 setzt GEO600 als weltweit erster Detektor gequetschtes Licht ein, ein Thema mit dem sich Heurs auch in einem australischen Forschungsaufenthalt auseinandergesetzt hat. Durch den speziellen Quantenzustand in dem sich Quetschlicht befindet, hat es ein reduziertes Photonenschrotrauschen, was die Empfindlichkeit der Gravitationswellendetektoren steigert.
Viele der in Hannover für oder auf Basis von GEO600 entwickelten Komponenten und Methoden sind Teil der LIGO-Detektoren, mit denen 2015 erstmals Gravitationswellen beobachtet wurden – rund 100 Jahre nach deren Vorhersage durch Einstein. Für diese Entdeckung wurde der Physik-Nobelpreis 2017 an drei führende Forscher der LIGO Scientific Collaboration (LSC) verliehen. Michèle Heurs ist langjähriges Mitglied und seit 2015 Council Member der LIGO Scientific Collaboration. Die Forschungskollaboration mit mehr als eintausend beteiligten Wissenschaftlerinnen und Wissenschaftlern wurde 2016 mit dem Special Breakthrough Prize in Fundamental Physics und dem Gruber Cosmology Prize ausgezeichnet, sowie 2017 mit dem Prinzessin-von-Asturien-Preis für Wissenschaftliche und Technische Forschung und der Albert-Einstein-Medaille.
Als Principal Investigator im Exzellenzcluster QuantumFrontiers (Light and Matter at the Quantum Frontier) ist Heurs mit ihrer Gruppe an Forschungen mit dem Ziel beteiligt, Quantenkontrolle über optomechanische Systeme in neuen Massen- und Längenskalen zu erweitern und solche Systeme für Anwendungen bei der Präzisionstechnik und Grundlagenforschung einzusetzen.
Zudem ist sie Principal Investigator im Exzellenzcluster PhoenixD (Photonics, Optics, Engineering Innovation Across Disciplines), und an der Initiative Quantum Valley Lower Saxony (QVLS) beteiligt. Außerdem ist sie in der Initiative Deutsches Zentrum für Astrophysik engagiert, die in der Lausitz (Sachsen) ein Großforschungszentrum plant und die Lausitz auch als möglichen Standort für das Einstein-Teleskop, einen neuen unterirdischen Gravitationswellendetektor, vorschlägt.

## Sonstiges
Heurs hält regelmäßig populärwissenschaftliche Vorträge. In diesem Zusammenhang war sie im Jahr 2023 zu Gast im ARD Kinderkanal KiKA, in der Sendung Triff ... Albert Einstein, wo sie die Messung von Gravitationswellen erklärte.

## Preise
- 2017: Preis für exzellente Lehre der Leibniz Universität[25]

## Publikationen (Auswahl)
- B. P. Abbott et al. (LIGO Scientific Collaboration and Virgo Collaboration): Observation of Gravitational Waves from a Binary Black Hole Merger. In: Physical Review Letters. Band 116, Nr. 6, 11. Februar 2016, ISSN 0031-9007, S. 061102, doi:10.1103/PhysRevLett.116.061102 (aps.org [abgerufen am 29. März 2023]).
- Michèle Heurs: Gravitational wave detection using laser interferometry beyond the standard quantum limit. In: Philosophical Transactions of the Royal Society A: Mathematical, Physical and Engineering Sciences. Band 376, Nr. 2120, 16. April 2018, ISSN 1364-503X, S. 20170289, doi:10.1098/rsta.2017.0289 (royalsocietypublishing.org [abgerufen am 29. März 2023]).
- Andrey B. Evlyukhin, Mariia Matiushechkina, Vladimir A. Zenin, Michèle Heurs, Boris N. Chichkov: Lightweight metasurface mirror of silicon nanospheres [Invited]. In: Optical Materials Express. Band 10, Nr. 10, 1. Oktober 2020, ISSN 2159-3930, S. 2706, doi:10.1364/OME.409311 (optica.org [abgerufen am 29. März 2023]).
- Jonas Junker, Dennis Wilken, Elanor Huntington, Michèle Heurs: High-precision cavity spectroscopy using high-frequency squeezed light. In: Optics Express. Band 29, Nr. 4, 15. Februar 2021, ISSN 1094-4087, S. 6053, doi:10.1364/OE.416713 (optica.org [abgerufen am 29. März 2023]).
- R. Abbott et al. (LIGO Scientific Collaboration, Virgo Collaboration, and KAGRA Collaboration): All-sky search for continuous gravitational waves from isolated neutron stars using Advanced LIGO and Advanced Virgo O3 data. In: Physical Review D. Band 106, Nr. 10, 28. November 2022, S. 102008, doi:10.1103/PhysRevD.106.102008 (aps.org [abgerufen am 29. März 2023]).
- Jakob Schweer, Daniel Steinmeyer, Klemens Hammerer, Michèle Heurs: All-optical coherent quantum-noise cancellation in cascaded optomechanical systems. In: Physical Review A. Band 106, Nr. 3, 28. September 2022, S. 033520, doi:10.1103/PhysRevA.106.033520 (aps.org [abgerufen am 29. März 2023]).
- Mariia Matiushechkina, Andrey B. Evlyukhin, Vladimir A. Zenin, Michèle Heurs, Boris N. Chichkov: High-efficiency silicon metasurface mirror on a sapphire substrate. In: Optical Materials. Band 138, 2023, S. 113618, doi:10.1016/j.optmat.2023.113618 (elsevier.com [abgerufen am 29. März 2023]).